# Lotus Exige
De Lotus Exige is een achterwielaangedreven tweezits-sportwagen van de Britse autofabrikant Lotus. De Exige is gebaseerd op de Lotus Elise en is als het ware de hardtop-versie van de tweezits-sportauto. De Exige weegt 914 kilogram, wat niet veel is voor een auto in die klasse.

## Lotus Exige Series 1 (2000-2004)
De eerste generatie Lotus Exige werd van juli 2000 tot januari 2003 verkocht. Deze generatie is een afgeleide van de Lotus Elise Series 1 en wordt aangedreven door dezelfde 1,8 liter (1796 cc) Rover K16 18K4K: VHPD (Very High Performance Development) benzinemotor. Deze motor levert een vermogen van 133 kW (180 DIN pk) bij 7800 tpm en 172 Nm bij 6750 tpm of 171 Nm bij 5000 tpm met de standaard motormanagement.
De transmissie is een Rover PG1 B4BPU of B4BPQ handgeschakelde vijfbak met korte overbrengingsverhoudingen.
De Rover PG1 B4BPU transmissie is een versterkte variant, met de 'u' als in up-rated. Deze versnellingsbak heeft:
- grote lagers aan de bovenkant van de ingaande as van de transmissie
- dubbel hoofdaslager
- andere vertanding van de vijfde versnelling
- langer en dieper kanaal (35 mm) van het onderste hoofdaslager met een lagerhouder en kogelgestraalde tandwielen.[6]

De B4BPQ variant beschikt over een Quaife ATB sperdifferentieel.
| Eindoverbrenging | 4,200:1 |
| 1ste             | 2,923   |
| 2de              | 1,750   |
| 3de              | 1,308   |
| 4de              | 1,033   |
| 5de              | 0,848   |
| Achteruit        | 3,000   |

De Lotus Exige Series 1 heeft een topsnelheid van 219 km/u.

Van dit model zijn in totaal 583 of 604 exemplaren gebouwd. De Series 1 werd gebouwd tot eind 2002, en werd vervangen in 2004 door de Series 2.

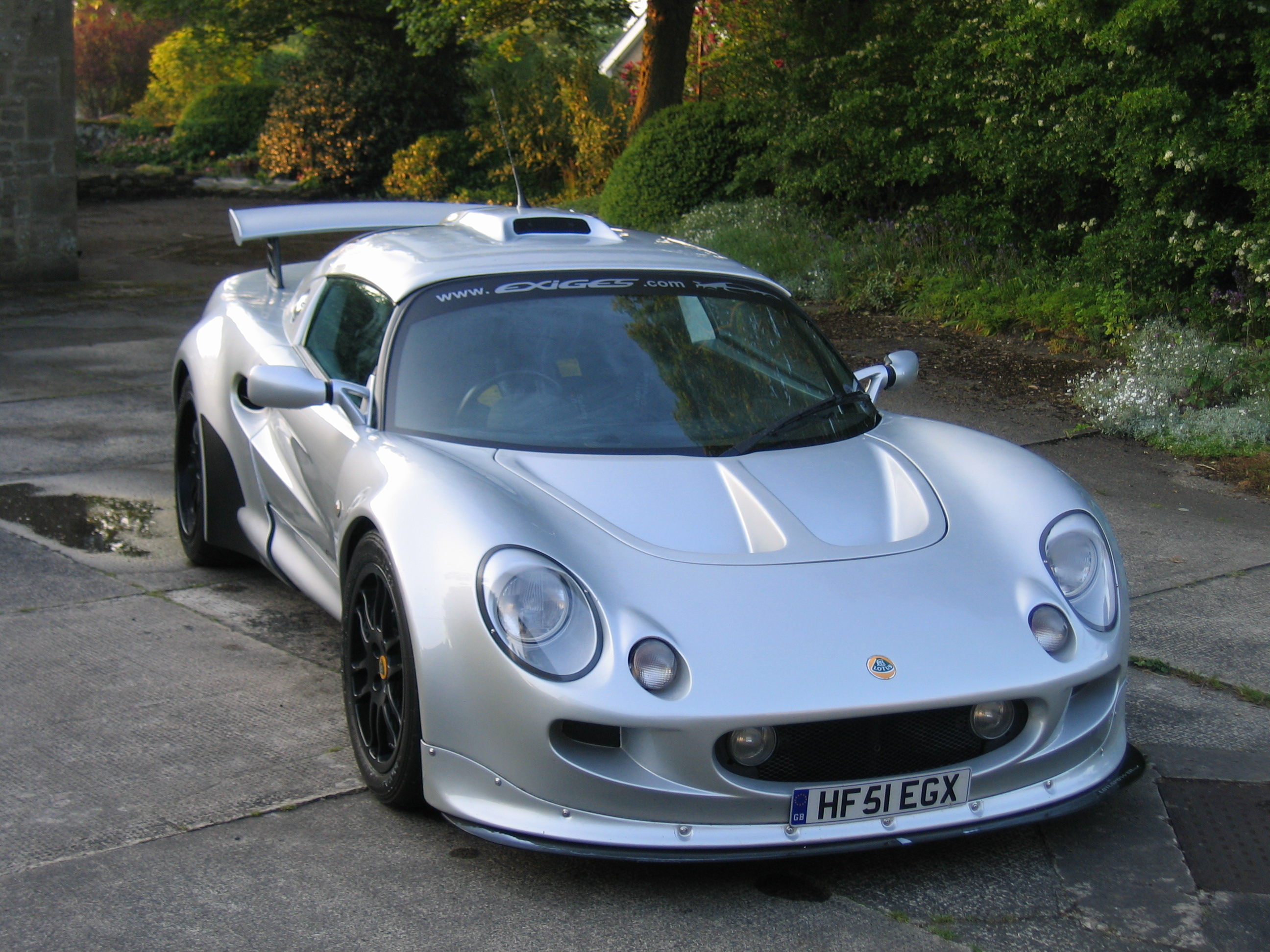
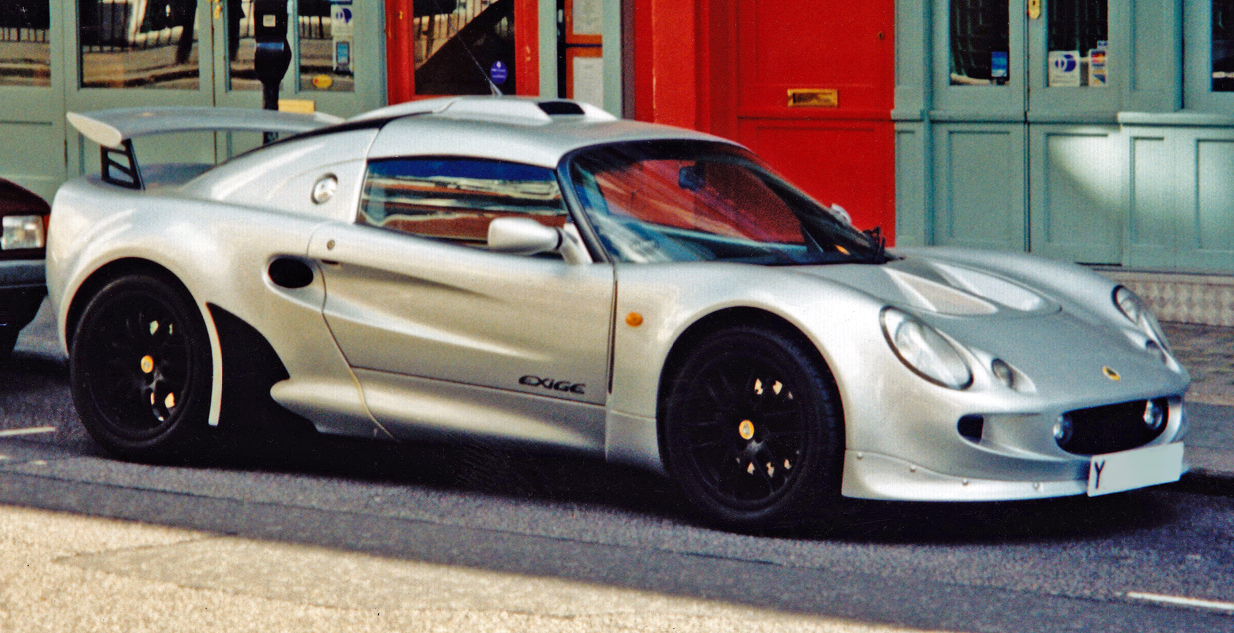
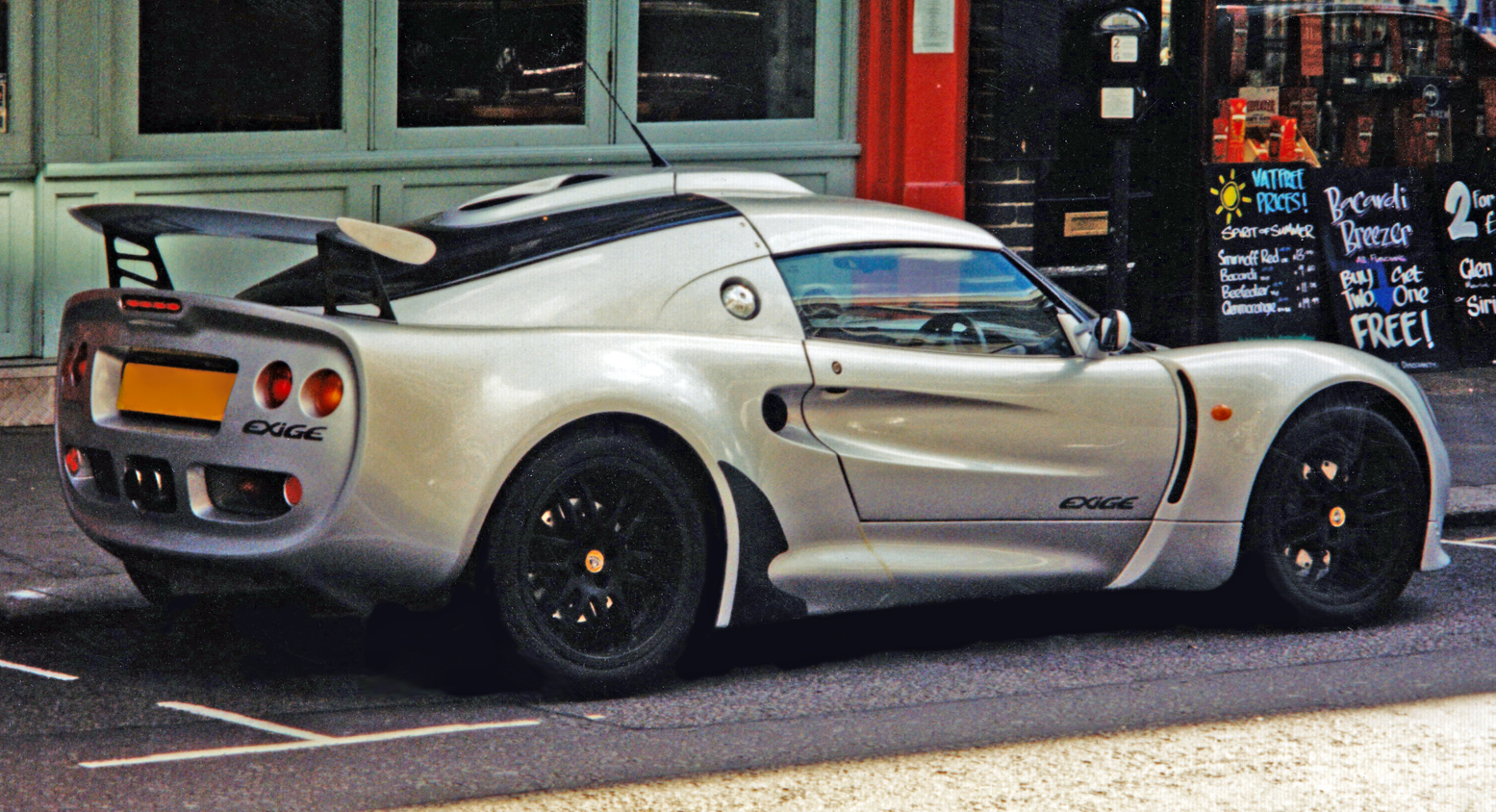
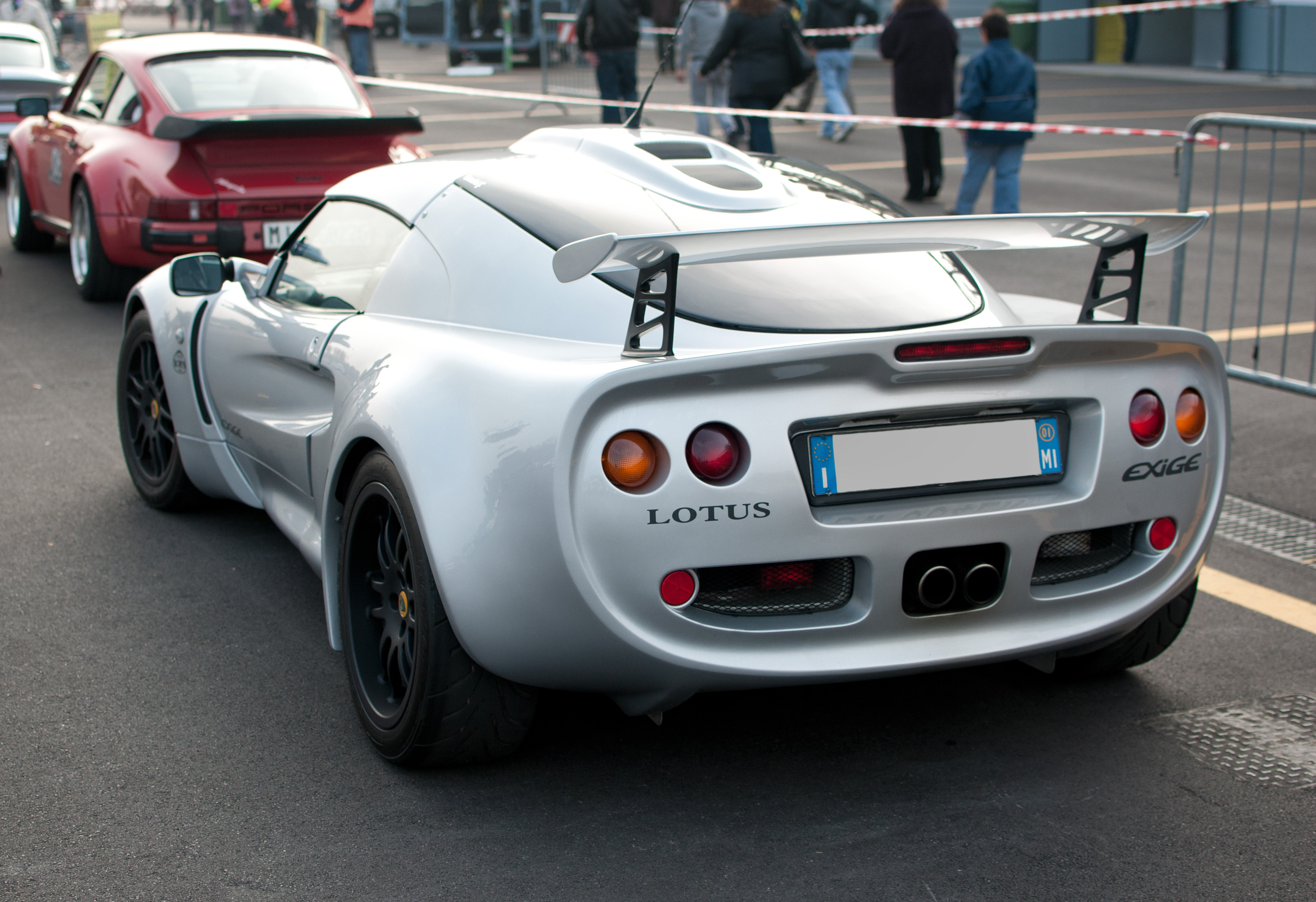

## Lotus Exige Series 2 (2004-2011)
In maart 2004 introduceerde Lotus de tweede generatie Exige. Deze generatie wordt aangedreven door de Toyota 2ZZ-GE benzinemotor met VVTL-i technologie, welke eerder al gebruikt werd in de Toyota Celica T Sport en Toyota Corolla T Sport. Het exterieur is gebaseerd op de Lotus Elise Series 2.

### Lotus Exige 240R
In maart 2005 werd de Lotus Exige 240R uitgebracht. Dit model beschikt over dezelfde 2ZZ-GE motor waaraan voor dit model een Roots-type supercharger werd toegevoegd. Dit model levert een vermogen van 181 kW of 247 DIN pk bij 8000 tpm en 236 Nm bij 7000 tpm. De topsnelheid bedraagt 249 km/u. In totaal zijn 50 modellen geproduceerd, waarvan Lotus bedoelde om 40 modellen in Europa te verkopen en 10 in Japan.
De 240R maakt gebruik van dezelfde transmissie als de standaard Exige Series 2, de Toyota C64 handgeschakelde zesbak.
De 240R heeft 5-spaaks Rimstock velgen gemaakt van een gesmede legering, met een wielmaat van 7J x 16 voor en van 8J x 17 achter. De banden zijn Yokohama Advan A048 semi-slicks met een bandenmaat van 195/50 voor en 225/45 achter.

### Lotus Exige Sprint
In januari 2008 werd de gelimiteerde Lotus Exige Sprint gepresenteerd. Met deze speciale editie werd het vijftigjarig bestaansjubileum van de fabriek in Hethel gevierd, welke in 1967 werd geopend. De Exige Sprint is uitgevoerd in de kleurstelling van de Lotus Elan Sprint die gebouwd werd tussen 1971 en 1973, met de bovenzijde naar keuze geel of blauw, de onderzijde wit en beide helften gescheiden door een gouden streep. Iedere auto heeft een uniek chassisnummer dat oploopt van 1967 tot 2007, behalve 1982; het jaar waarin de stichter van het merk Colin Chapman overleed.
De Sprint editie kon optioneel worden geleverd met een 'Heritage Pack' met een certificaat gesigneerd door Lotus-baas Mike Kimberley, en het boek The Lotus Book van William Taylor. De Sprint komt standaard met lichtgewicht velgen, airconditioning, het Sport Pack, het Touring Pack, en het toen nieuwe Performance Pack. Het interieur is voorzien van speciale stiksels en het exterieur heeft unieke bestickering.
De Lotus Exige Sprint maakt gebruik van een 2ZZ-GE motor, C64 handgeschakelde zesbak en Eaton M62 Roots-type supercharger.

De Lotus Exige Sprint kostte £42,550.

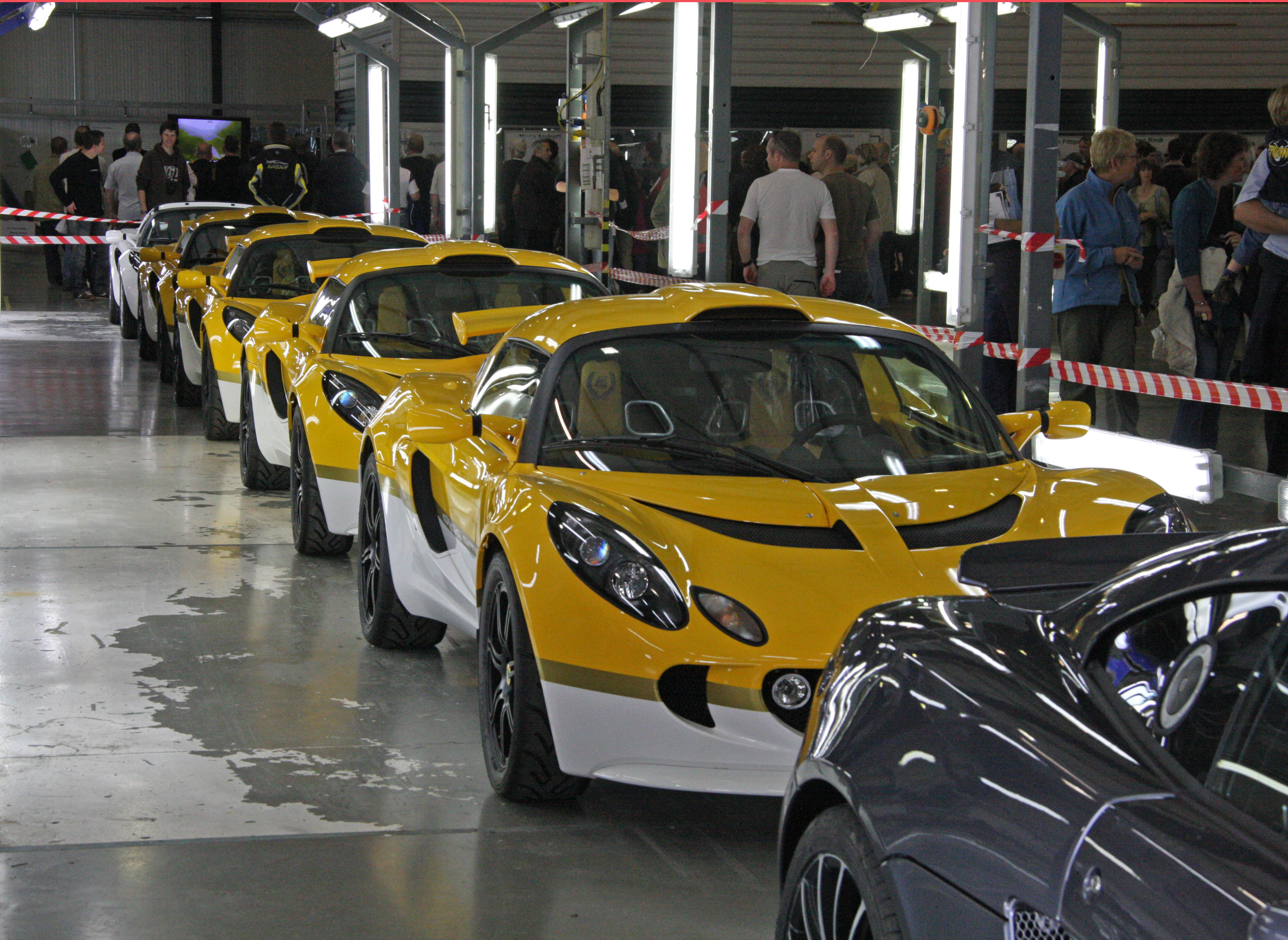
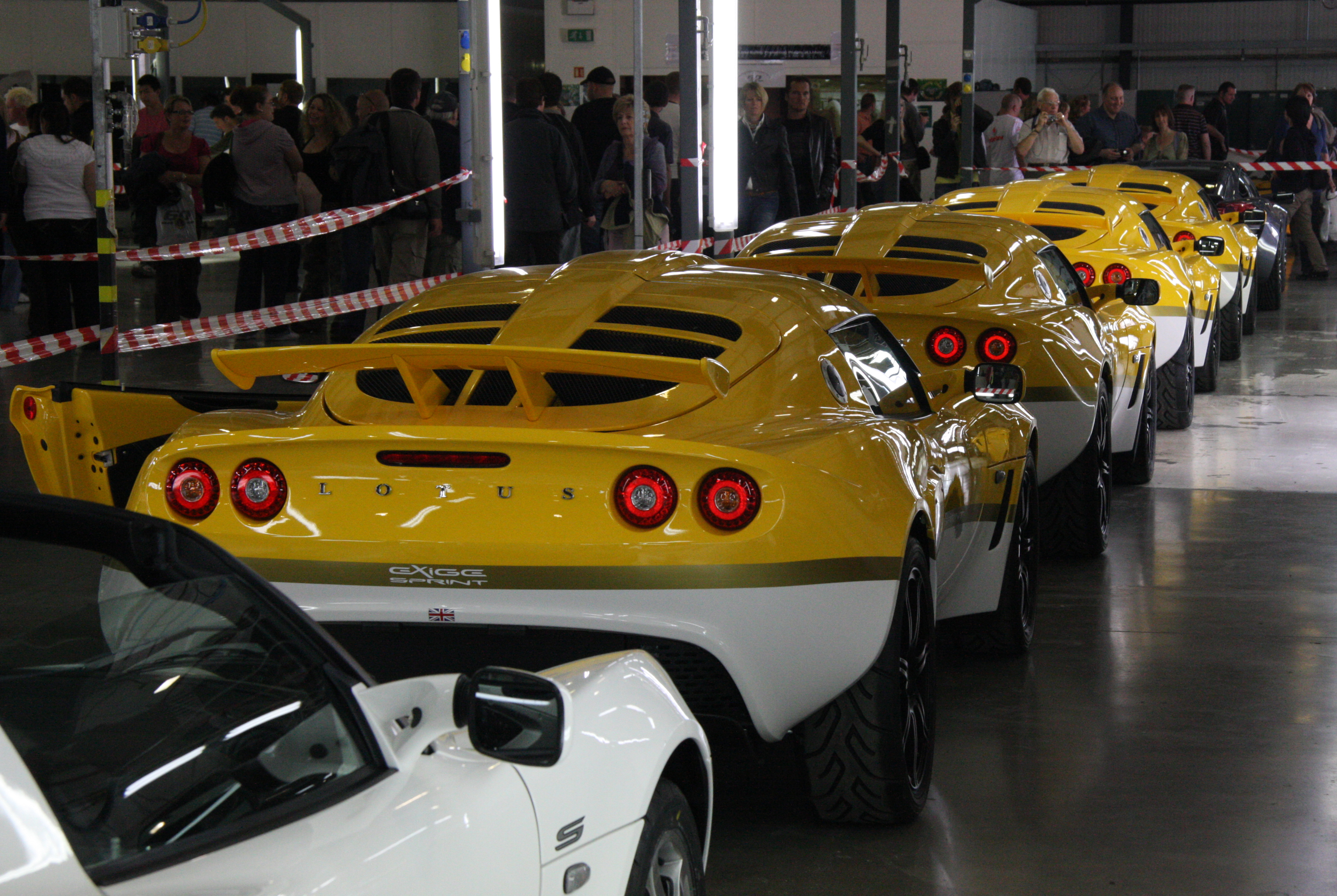
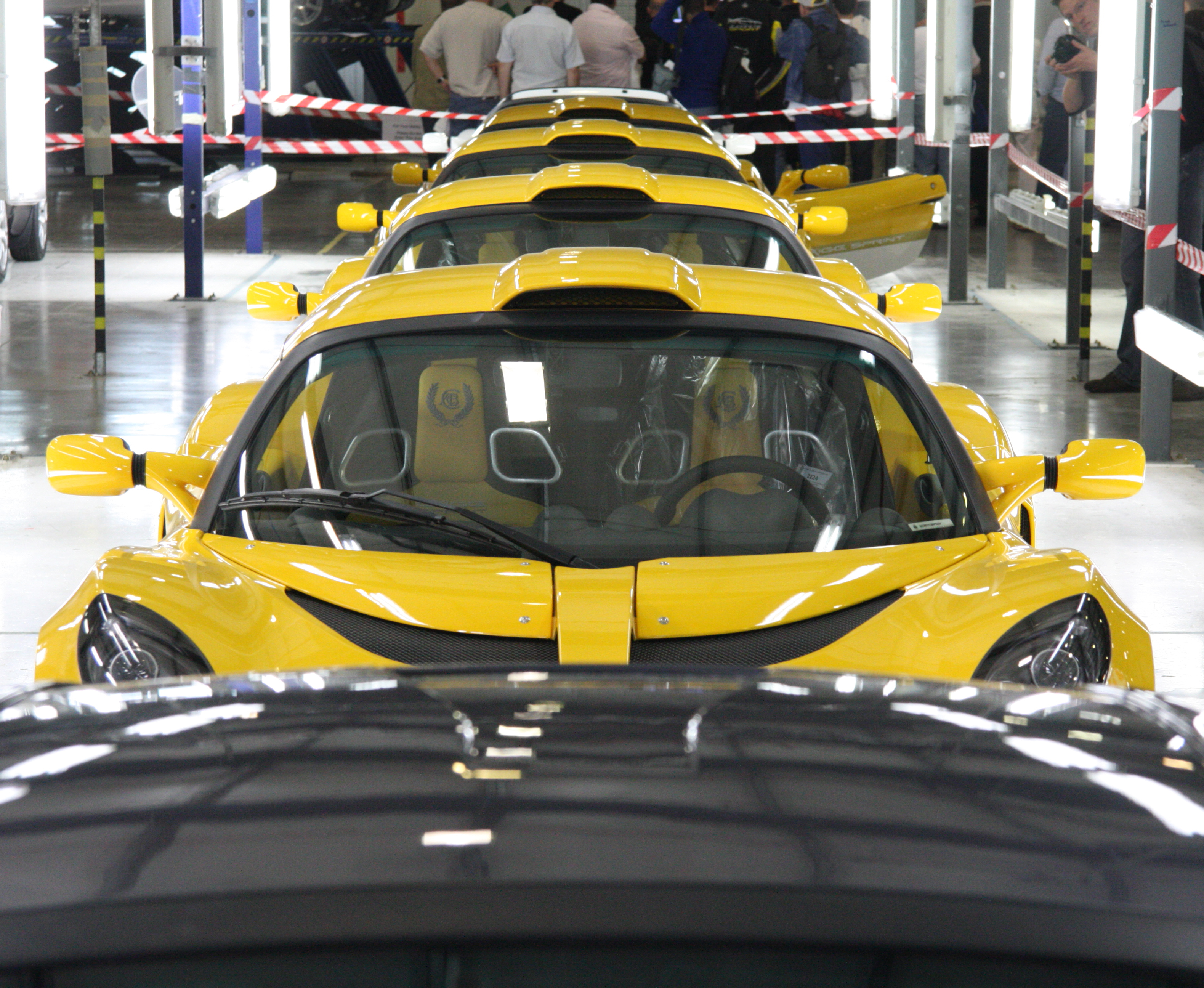

## Lotus Exige Series 3 (2012-heden)
In 2012 lanceerde Lotus de derde versie van de Exige, de Exige S 2012. Deze wagen kreeg de motor van de Lotus Evora S mee. De Exige S levert nu 351 pk. De sprint van 0-100 km/h neemt slechts 3,8 s in beslag en de topsnelheid is 274 km/h.
Tussen 2011 en 2012 werden er tijdelijk geen Exige's geproduceerd.